# The Fast Mail
The Fast Mail è un film muto del 1922 diretto da Bernard J. Durning. La sceneggiatura di Jacques Jaccard e Agnes Parsons si basa sull'omonimo lavoro teatrale (mai pubblicato) di Lincoln J. Carter. Prodotto e distribuito dalla Fox Film Corporation, il film aveva come interpreti principali Buck Jones e Eileen Percy.

## Trama

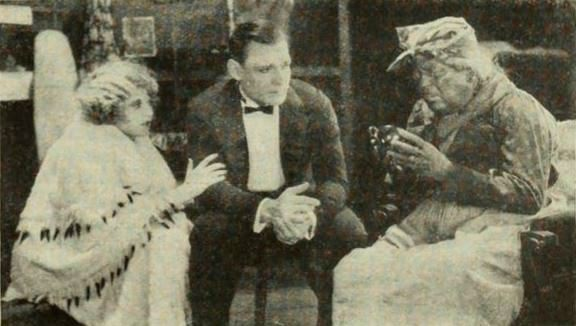
Eileen Percy, Buck Jones

Mentre è in visita in una città del Sud da Virginia Martin, il cowboy Stanley Carson si vede costretto a difenderla dagli attacchi del fratello e dei suoi amici che tentano di disonorarla. Deve poi vedersela con degli scommettitori disonesti che, dopo averlo imbrogliato su una corsa di cavalli, rapiscono Virginia. Inseguendoli, correrà loro dietro su una barca, poi a nuoto, quindi salterà su un treno in corsa e poi su un'automobile sfrecciante, arrivando alla fine nell'albergo dove Virginia viene tenuta prigioniera. Anche qui, Stanley non perde tempo e, dopo avere salvato una famiglia da un incendio, salva finalmente anche la bella Virginia.

## Produzione
Il film fu prodotto dalla Fox Film Corporation.

## Distribuzione
Il copyright, richiesto dalla Fox Film Corp., fu registrato il 20 agosto 1922 con il numero LP19207. Lo stesso giorno, distribuito dalla Fox Film Corporation e presentato da William Fox, il film uscì nelle sale statunitensi.

In Portogallo, fu distribuito il 14 maggio 1926 con il titolo A Galope.
Non si conoscono copie ancora esistenti della pellicola che viene considerata presumibilmente perduta.